# Succinimonas amylolytica
Succinomonas amylolytica ist eine Bakterienart. Diese Art kommt im Pansen von Rindern vor, wo es durch die Fermentation (Gärung) von Stärke an der Verdauung des Wirtes beteiligt ist.

## Merkmale
Die Zellen von Succinomonas amylolytica sind kurze, gerade Stäbchen, auch kokkenförmige Zellen treten auf. Sie haben eine Größe von  1,0–1,5 × 1,0–3,0 Mikrometer.
Sie sind einzeln, paarweise oder in Klumpen angeordnet. Es werden keine Sporen oder Ruhestadien gebildet. Succinomonas amylolytica ist durch ein einzelnes polares Geißelchen beweglich.
Einige Zellen können in der Nähe der Zellperipherie Körnchen (Granula) aufweisen. Die Art dieser Körnchen ist nicht bekannt, aber sie könnten aus Glykogen bestehen, wie es auch in einer Reihe von Arten anderer Pansenbakterien vorkommt.

## Stoffwechsel und Wachstum
Succinomonas amylolytica ist chemo-organotroph, d. h. es nutzt organische Stoffe, wie z. B. Stärke, zur Ernährung. Eine Atmung findet nicht statt, die Art ist strikt anaerob. Der Stoffwechsel erfolgt durch die Fermentation (auch als Gärung bezeichnet). Glukose, Maltose, Dextrin oder Stärke können als Energiequelle dienen. Succinat (Bernsteinsäure) und Acetat (Essigsäure) sind die wichtigsten Produkte der Glukosegärung. Es können auch zusätzlich kleine Mengen von Acetoin und/oder Propionat gebildet werden. Von daher fällt der Voges-Proskauer-Test unterschiedlich aus. Der Test auf Nitratreduktion fällt negativ aus, Nitrat wird nicht reduziert. Schwefelwasserstoff (H2S) und Indol werden ebenfalls nicht gebildet. Der Gram-Test fällt negativ aus.

## Systematik
Succinimonas amylolytica zählt zu der Familie der Succinivibrionaceae innerhalb der Klasse der Gammaproteobacteria. Sie ist die einzige Art dieser Gattung (Stand Mai 2024). Der Name Succinimonas deutet auf das Endprodukt des Stoffwechsels hin, das Succinat. Der Artname S. amylolytica bedeutet so viel wie „Stärke auflösend“, „Amylum“ ist der lateinische Name für Stärke, das griechische Wort „lyticus“ bedeutet so viel wie „auflösend“.
Zu der Familie Succinivibrionaceae zählt auch die Gattung Succinivibrio, welche ebenfalls im Pansen von Rindern vorkommt.

## Ökologie
Succinimonas amylolytica scheint für Menschen und Tiere nicht pathogen zu sein.
Es kommt im Pansen von Rindern vor, die mit etwas Getreide enthaltender Nahrung gefüttert werden, wo es an der Fermentation von Stärke und deren hydrolytischen (durch Spaltung entstandenen) Produkten beteiligt ist. Normalerweise stellt es nur einen geringen Anteil an den gesamten lebensfähigen Bakterien im Rinderpansen dar (weniger als 6 % der Gesamtmenge). Ob S. amylolytica im Pansen anderer von anderen Wiederkäuern als Rindern oder in Ökosystemen außerhalb des Pansens vorkommt, ist nicht bekannt (Stand 2015).
Succinimonas amylolytica und auch die nah verwandte Art Succinivibrio dextrinosolvens spielen durch die Bildung von Acetat und Succinat eine wichtige Rolle bei der Verdauung der Wiederkäuer. Das Acetat wird vom Wirt absorbiert und letztendlich im Stoffwechsel von Fettsäuren genutzt. Succinat wird wahrscheinlich vom Wiederkäuer für die Bildung von Propionat genutzt.